# Seed-and-Soil-Theorie
Die Seed-and-Soil-Theorie (von engl. seed = ‚Saat‘ und soil = ‚Ackerboden‘) ist eine Theorie aus dem Gebiet der Onkologie. Die Seed-and-Soil-Theorie liefert ein Erklärungsmodell für die Metastasierung (Absiedlung) von Tumorzellen eines Primärtumors in bestimmte Organe.

## Beschreibung
Die Seed-and-Soil-Theorie besagt, dass abgesiedelte Tumorzellen (Seed) über das Gefäßsystem verteilt werden, sich aber nur dort zu Metastasen entwickeln können, wo die Tumorzellen besonders günstige Bedingungen (Soil) finden.
Bis heute hat die Seed-and-Soil-Theorie der Metastasierung weitgehend Gültigkeit; insbesondere für Knochenmetastasen.

## Geschichtliches
Der englische Chirurg Stephen Paget stellte die Seed-and-Soil-Theorie 1889 auf. Er beobachtete bei einer Vielzahl von Brustkrebserkrankungen, dass diese überproportional oft Knochenmetastasen zur Folge haben. Er schloss daraus, dass bei der Metastasierung das Zielorgan – im Beispiel Brustkrebs das Skelettsystem – eine wesentliche aktive Rolle spielt. Die Idee zu dieser Theorie schrieb Paget allerdings ausdrücklich Ernst Fuchs zu.